# Malung
Malung er et byområde med omkring 5.000 indbyggere (2005) i Dalarna og hovedby i Malung-Sälen kommune, Dalarnas län i det mellemste Sverige. Malung er først og fremmest kendt for sin skindindustri og for virksomheden Jofa.
I Malung ligger Malungs kirke og Malung-Sälens gymnasieskola, som er Sveriges første ishockeygymnasium for kvinder. Malungs folkhögskola har kurser i blandt andet folkemusik.
Svenska dansbandsveckan sætter sit præg på Malung én gang om året, som regel i uge 29, og det lokale Skinnarspelet opføres hver sommer. Verdens største LAN-party, Dreamhack, blev etableret i Malung.
Europavej E45, E16 og Riksväg 66 mødes i Malung. Persontogene på Västerdalsbanan havde tidligere endestation i Malung. Västerdalälven flyder gennem Malung.